# تاکسی عجیب
تاکسی عجیب (به انگلیسی: Odd Taxi) مجموعه تلویزیونی انیمه ژاپنی است که توسط استودیو اوال‌ام و P.I.C.S تولید شده از آوریل تا ژوئن ۲۰۲۱ از شبکه‌های تی‌وی توکیو و ای‌تی-ایکس پخش شد. قبل از پخش در تلویزیون، یک مجموعه مانگا در ژانویه ۲۰۲۱ منتشر شده بود. ادامه داستان در قالب یک فیلم انیمه به نام تاکسی عجیب: در جنگل در آوریل ۲۰۲۲ در ژاپن اکران شد.
داستان در دنیایی از حیوانات انسان‌نما جریان دارد و دربارهٔ یک راننده تاکسی به نام هیروشی اودوکاوا است که با مسافرانش گفتگو می‌کند و از اسرار و وقایع عجیب و غریبی که در توکیو رخ می‌دهد مطلع می‌شود. این گفتگوها او را درگیر واقعه ناپدید شدن یک دختر مدرسه ای می‌کند و منجر به تعقیب او توسط پلیس و یاکوزا می‌شود.

## داستان
تاکسی عجیب در دنیایی از حیوانات انسان‌نما جریان دارد و دربارهٔ هیروشی اودوکاوا، یک راننده تاکسی ۴۱ ساله است که به شکل گراز دریایی نمایش داده می‌شود. والدین هیروشی او را در مدرسه ابتدایی رها کردند و به‌طور کلی شخصیت غیراجتماعی دارد با این حال او معمولاً با ساکنان حیوان در تاکسی خود گفتگو می‌کند. مکالمات اودوکاوا با این افراد باعث پیگیری او برای پیدا کردن یک دختر دبیرستانی گم شده می‌شود در حالی که هم پلیس و هم یاکوزا او را تحت تعقیب قرار می‌دهند.